# Anna Maria Luisa de’ Medici

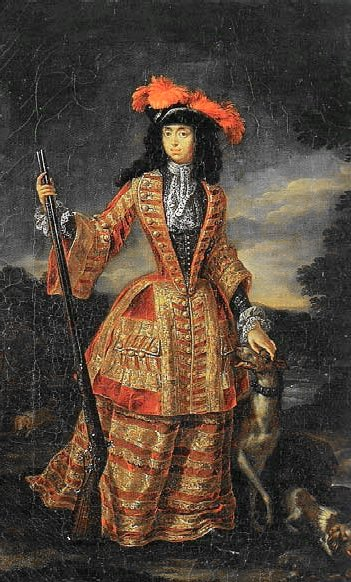
Kurfürstin Anna Maria Luisa im Jagdkostüm, um 1695, Jan Frans van Douven

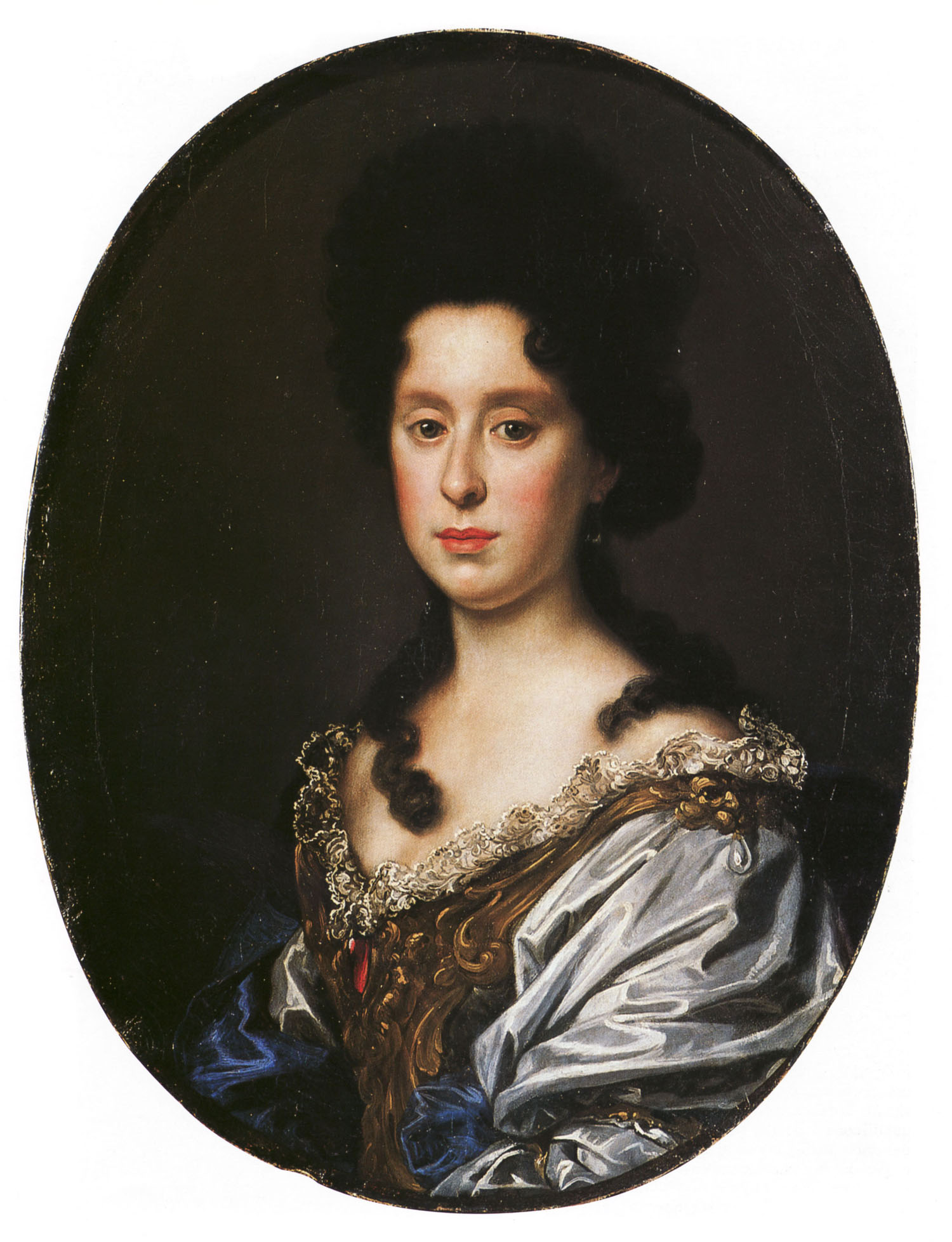
Anna Maria Luisa de’ Medici, 1690/91
Porträt von Antonio Franchi

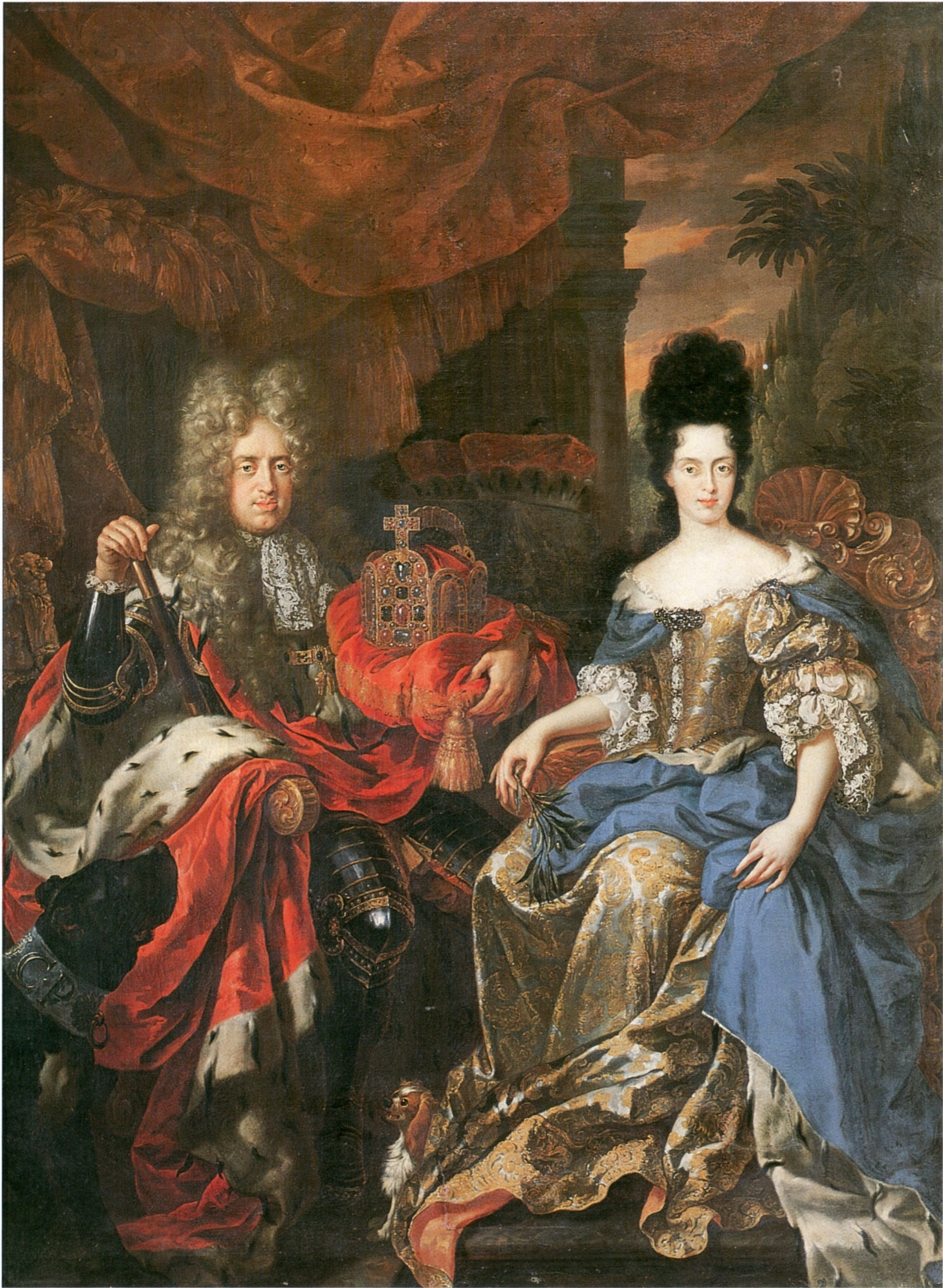
Doppelbildnis des Kurfürsten Johann Wilhelm von der Pfalz und seiner Gemahlin Anna Maria Luisa de’ Medici von Jan Frans van Douven (1708)

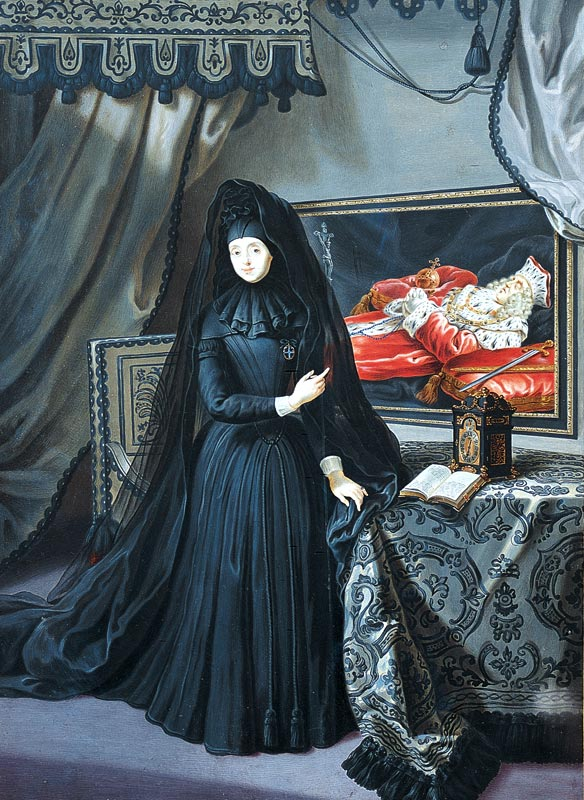
Anna Maria Luisa de’ Medici trauert um ihren Gatten, Kurfürst Johann Wilhelm (1716)

Anna Maria Luisa de’ Medici (* 11. August 1667 in Florenz; † 18. Februar 1743 ebenda) war die letzte Angehörige der regierenden Florentiner Linie des Hauses Medici und Schwester des letzten Medici-Großherzogs der Toskana Gian Gastone de’ Medici. Sie war Ehefrau von Johann Wilhelm („Jan Wellem“) und damit von 1691 bis 1716 Kurfürstin von der Pfalz. Sie hinterließ die Paläste und Kunstschätze des Hauses Medici der Stadt Florenz.

## Leben

### Herkunft und Kindheit
Anna Maria Luisa de’ Medici war die Tochter von Cosimo III. de’ Medici und Marguerite Louise d’Orléans. Sie hatte zwei Brüder, Ferdinando de’ Medici (1663–1713) und Gian Gastone de’ Medici (1671–1737). Ihre Mutter verließ die unglückliche Ehe und ging 1675 zurück nach Paris. Die Achtjährige wurde daraufhin von der Großmutter Vittoria della Rovere erzogen.

### Trauung und Düsseldorfer Jahre
Cosimo zog verschiedene mögliche Heiratskandidaten für seine Tochter in Erwägung, u. a. Viktor Amadeus II., Peter II., Jakob II. sowie Karl II. Schließlich wurde eine Heirat mit Johann Wilhelm von der Pfalz arrangiert.
Bei ihrer Vermählung mit dem Kurfürsten am 29. April 1691 im Florentiner Dom handelte es sich um eine Trauung per Stellvertreter, bei der ihr Bräutigam nicht selbst anwesend war, sondern durch den Bruder Anna Maria Luisas, Ferdinando de’ Medici vertreten wurde. Die Bindung entsprach vor allem den politischen Ambitionen des habsburgischen Kaisers Leopold I. Abgeschlossen wurde der Ehevertrag am 21. April 1691, nachdem Großherzog Cosimo vom Kaiser im März des Jahres der Titel einer „Königlichen Hoheit“ verliehen worden war. Solche arrangierten Herrscherehen aus Staatsraison waren zumeist mit wenig Sympathie und Liebe verbunden. Die Ehe von Anna Maria Luisa bildete in dieser Hinsicht jedoch eine bemerkenswerte Ausnahme. Sie erlebte bis zum Tod von Johann Wilhelm im Jahr 1716 eine zwar kinderlose, aber trotz allem glückliche Ehe.
Beide liebten die Musik, die Malerei und die Jagd. Der Kurfürst und seine Gemahlin entwickelten als Förderer der Künste ihre Residenzstadt Düsseldorf zeitweise zu einer europäischen Kunstmetropole. Ein Höhepunkt dieser Aktivitäten war der Bau der Gemäldegalerie Düsseldorf, einer der „frühesten, selbständigen Museumsbauten Europas“. Der Kernbestand der Gemäldesammlung befindet sich heute allerdings in der Alten Pinakothek in München. 1696 wurde ein imposantes barockes Opernhaus eröffnet. Georg Friedrich Händel gastierte des Öfteren am kurfürstlichen Hof. Arcangelo Corelli widmete dem Fürstenpaar seine Concerti Grossi op. 6. Auch der Bau des Jagdschlosses Bensberg sowie Renovierung und Ausbau des Düsseldorfer Schlosses fallen in diese Zeit.

### Rückkehr nach Florenz
Nach dem Tod des Kurfürsten reiste Anna Maria Luisa am 10. September 1717 aus Düsseldorf ab und kehrte nach Florenz zurück, wo sie mit Böllerschüssen und Glockengeläut empfangen wurde, zumal sich abzeichnete – was bei ihrer Geburt ganz unwahrscheinlich gewesen war –, dass sie die Herrschaft über die Toskana antreten könnte. Ihr Vater hatte eine entsprechende Erbfolgeregelung nach dem Tod seines älteren Sohnes vom Senat beschließen lassen. Die europäischen Mächte ignorierten diesen Beschluss allerdings und verständigten sich vorerst auf den späteren König Karl III. von Spanien als Nachfolger.
Anna Maria Luisa übernahm ab 1731 die Rolle der ersten Dame des Staates unter ihrem kinderlosen Bruder Gian Gastone de’ Medici, der nach seinem Regierungsantritt 1723 zunächst seine verwitwete Schwägerin Violante Beatrix von Bayern für diese Rolle vorgezogen hatte, da seine getrennt lebende Gattin sich – zu seiner Erleichterung – geweigert hatte, nach Florenz zu ziehen. Zu diesem Zeitpunkt war unter den Mächten Europas die Nachfolge aber wieder strittig, da Kaiser Karl VI. eine spanisch-bourbonische Nachfolge nicht akzeptieren wollte. Als Lehnsherr des Großherzogtums (das ein Fahnlehen des Reiches in Reichsitalien war) hatte er staatsrechtlich die Entscheidungsgewalt inne, falls das Lehen durch Erlöschen der Medici im Mannesstamm an das Reich heimfallen sollte. Allerdings hatte Karl von Spanien 1732 über 30.000 Soldaten in seinem benachbarten Herzogtum Parma (sowie auch in der Toskana) stationiert. Im Polnischen Thronfolgekrieg (1733–1738) kam es zu wechselnden Besatzungen.
Nach Gian Gastones Tod am 9. Juli 1737 wurde im Frieden von Wien 1738 beschlossen, dass die Toskana – zusammen mit dem Herzogtum Parma – an den Schwiegersohn des Habsburger Kaisers, Franz III. von Lothringen, fallen sollte, den Mann von Maria Theresia und nachmaligen Kaiser des Heiligen Römischen Reiches. Dies sollte der Ausgleich für den Verlust seiner Herrschaft über Lothringen sein, die er auf Betreiben Frankreichs an König Stanislaus I. Leszczyński von Polen hatte abtreten müssen. Der Spanier erhielt im Gegenzug die Königreiche Neapel und Sizilien. Für den neuen Großherzog übernahm der Fürst von Craon, Marc de Beauvau (1679–1754), vor Ort die Regentschaft; Franz von Lothringen bot Anna Maria Luisa bald danach zwar die Regentschaft im Großherzogtum (nicht dessen Krone) höflich an, aber sie lehnte ab und zog sich stattdessen ins Privatleben zurück. Jedoch hatte sie von ihrem Bruder das gesamte Privatvermögen der Familie Medici geerbt, das dieser zuvor vom Staatsvermögen hatte separieren lassen, einschließlich des Palazzos Pitti, des Palazzos Medici Riccardi und der großen Kunstsammlung.
Anna Maria Luisa residierte ab 1717 bis zu ihrem Tod 1743 jedes Jahr mehrere Monate in der nördlich von Florenz gelegenen Medici-Villa La Quiete, die in unmittelbarer Nähe zu den Medici-Villen Castello und La Petraia liegt. Hier ließ sie zwischen 1724 und 1727 den Garten neu gestalten. Im Inneren der Villa malte der italienische Künstler Benedetto Fortini zwei Räume mit Fresken aus, den Saal der Medici-Villen und den Ruinensaal.

### Nachlass
In ihrem letzten Willen vermachte sie das persönliche Eigentum der Medici der Stadt Florenz – unter der Bedingung, dass es niemals aus der Stadt entfernt würde. Dieser Besitz, der den größten Teil der bedeutenden Kunstsammlungen Florenz’ ausmacht (Uffizien, Palazzo Pitti usw.), befindet sich weitestgehend heute noch dort. Ihr Grab befindet sich in der Krypta von San Lorenzo in Florenz. Die Schenkungsakte wurde „Familienpakt“ genannt und war ein kultur- und familienpolitischer Vertrag, der nach dem Tode des letzten Medici-Großherzogs Gian Gastone zwischen dem lothringischen Herzog und neuen toskanischen Großherzog Franz Stephan und Anna Maria Luisa am 31. Oktober 1737 unterzeichnet wurde. Das Abkommen legte die Grundlage für die Sicherung des umfangreichen großherzoglichen Kunstschatzes am Standort Florenz und im Staate Toskana sowie dessen touristische Nutzung. Franz Stephan erhielt dafür u. a. die verbliebenen Medici-Villen.

## Film
2020 strahlte Sky Arte eine Dokufiktion-Serie aus unter dem Titel L'ultima  de’ Medici, die das Leben von Anna Maria Luisa zum Thema hat. Unter der Regie von Tobia Pescia spielt Piera Degli Esposti die Titelrolle.

## Galerie

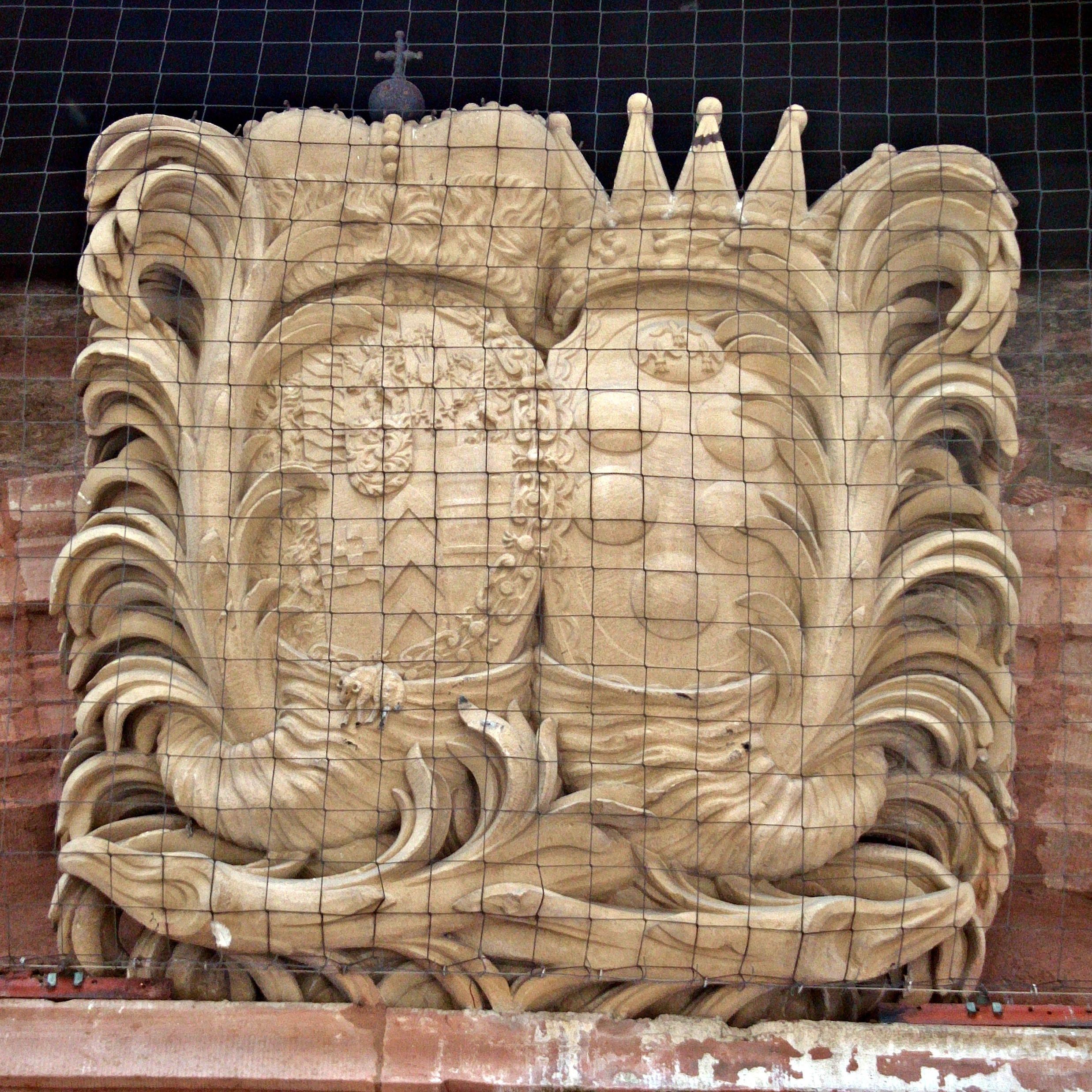
Heiliggeistkirche (Heidelberg), Allianzwappen von Kurfürst Johann Wilhelm und Gemahlin Anna Maria de’ Medici
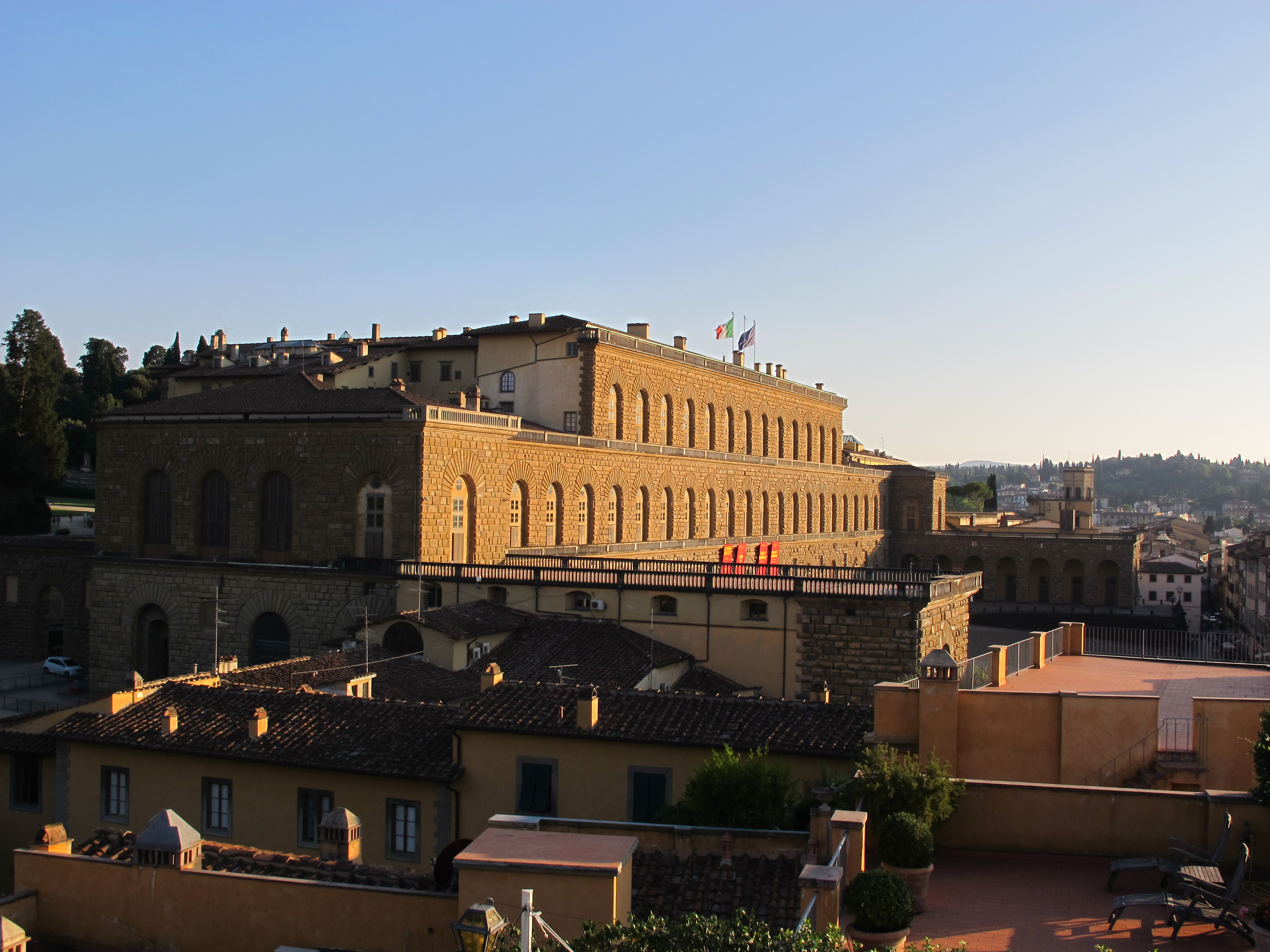
Palazzo Pitti, Florenz, mit der Kunstsammlung der Uffizien von Anna Maria Luisa der Stadt Florenz vermacht

| Personendaten    | Personendaten                                      |
| ---------------- | -------------------------------------------------- |
| NAME             | Medici, Anna Maria Luisa de’                       |
| ALTERNATIVNAMEN  | Medici, Anna Maria Ludovica de’                    |
| KURZBESCHREIBUNG | Ehefrau von Johann Wilhelm, Kurfürst von der Pfalz |
| GEBURTSDATUM     | 11. August 1667                                    |
| GEBURTSORT       | Florenz                                            |
| STERBEDATUM      | 18. Februar 1743                                   |
| STERBEORT        | Florenz                                            |